# Balkhausen (Hessen)
Balkhausen is een plaats in de Duitse gemeente Seeheim-Jugenheim, deelstaat Hessen, en telt 700 inwoners.